# Ребрикове (Кальміуський район)
Ребри́кове — село в Україні, у Кальміуській міській громаді Кальміуського району Донецької області. Населення становить 109 осіб.

## Загальні відомості
Відстань до райцентру становить близько 12 км і проходить переважно автошляхом Т 0509.
Із 2014 р. внесено до переліку населених пунктів на Сході України, на яких тимчасово не діє українська влада.

## Населення
За даними перепису 2001 року населення села становило 109 осіб, із них 11,93 % зазначили рідною мову українську, 85,32 % — російську, 1,83 % — білоруську та 0,92 % — грецьку мову.